# فرودگاه ام هاجر
فرودگاه ام هاجر (به انگلیسی: Oum Hadjer Airport) یک فرودگاه همگانی با کد یاتا OUM است که یک باند فرود سنگفرش دارد و طول باند آن ۱۰۹۷ متر است. این فرودگاه در کشور چاد قرار دارد و در ارتفاع ۳۹۱ متری از سطح دریا واقع شده است.